# Privacy (Spiel)
Privacy ist ein Brettspiel von Reinhard Staupe, das im Amigo-Verlag im Jahr 2004 zum ersten Mal erschienen ist. Es ist für 5 bis 12 Spieler ab 16 Jahren geeignet und dauert etwa 45 Minuten. Eine überarbeitete Version namens Privacy 2 mit teilweise neuen Fragen ist seit 2008 auf dem Markt. Dabei wurden auch von Spielern eingereichte Fragen aufgenommen. Bei einer Neuauflage 2021 wurde die Spielerzahl auf 10 herabgesetzt.

## Ausstattung
Das Spielmaterial von Privacy besteht aus 90 Fragekarten sowie pro Mitspieler 12 Holzklötzchen, einer Einstellscheibe, einem Sichtschirm und einer Spielfigur. Zudem gibt es einen Stoffbeutel, einen Spielplan und eine Spielanleitung.

## Ziel und Ablauf des Spiels
Ziel des Spiels ist, durch korrekte Einschätzung der anderen Mitspieler, das Zielfeld mit seiner eigenen Spielfigur zu erreichen. In jeder Runde wird dafür von einer im Spiel enthaltenen Karte eine (z. T. anzügliche) Aussage vorgelesen (z. B. „Ich hatte schon mal Sex zu dritt.“). Danach wird ein kleiner Stoffbeutel durch die Runde gegeben, und jeder Spieler legt entweder ein oranges Klötzchen (wenn er der Aussage zustimmt) oder ein schwarzes Klötzchen (wenn er der Aussage nicht zustimmt) hinein.
Danach stellt jeder der Spieler auf einer Einstellscheibe ein, wie viel orange Klötzchen er in dem Stoffbeutel vermutet, d. h. wie viele seiner Mitspieler wohl dieser Aussage zustimmen. Haben alle Spieler ihre Vermutung eingestellt, wird der Beutel entleert, und die Stimmen werden gezählt. Jeder Spieler, der die Anzahl richtig geschätzt hat, darf seine Spielfigur 3 Felder vorrücken. Alle Spieler, die sich um eins verschätzt haben und nicht keinen oder alle Spieler „verdächtigten“, dürfen ein Feld vorrücken.
Kommt ein Spieler auf dem Zielfeld an, so gilt er als Gewinner und das Spiel als beendet.

## Zielgruppe und Einschätzung
Das Spiel ist geeignet als Partyspiel und richtet sich vor allem an junge Erwachsene. Teils pikante Fragen nach z. B. sexuellen Praktiken sind ungeeignet für jüngere Mitspieler.

## Ausgaben
Privacy erschien 2004 bei dem deutschen Spieleverlag Amigo, wo 2008 auch Privacy 2 veröffentlicht wurde. Bei Fundex wurde das Spiel 2008 in einer ersten englischen Version publiziert und 2018 veröffentlichte der Verlag USAopoly eine weitere englischsprachige Ausgabe. Zudem erschien 2008 eine französische Version bei Gigamic, 2017 auf Japanisch bei Dear Spiele und 2018 auf Russisch bei Cosmodrome Games. 2021 erschien Privacy als zweite deutsche und überarbeitete Auflage mit neuen Fragen erneut bei Amigo.
2009 wurde das Spiel mit dem kanadischen Spielepreis Les Trois Lys ausgezeichnet. Im Folgejahr 2008 erschien Privacy No Limits als Erwachsenenversion bei Gigamic auf Französisch. 2010 veröffentlichte Amigo mit der Erweiterung Privacy: Scharf wie Chili ebenfalls eine Version mit Fragen für Erwachsene. 2015 erschien bei Amigo zudem das Kartenspiel Privacy Quickie und 2016 Privacy Numb3rs, die beide auf Privacy aufbauen. 2023 veröffentlichte Amigo zudem das Spiel Privacy Duo für zwei bis vier Spieler, das sich vor allem an Paare und Kleingruppen wendet. Bei dieser Variante antworten die Spieler mit Karten, die mehrere Optionen enthalten, und müssen damit ihre konkrete Antwort nicht öffentlich machen.

## Belege
1. ↑  Privacy 2 in der Spieledatenbank BoardGameGeek (englisch)
2. 1 2  Versionen von Privacy bei BoardGameGeek; abgerufen am 27. Dezember 2019.
3. ↑  Privacy No Limits in der Spieledatenbank BoardGameGeek (englisch)
4. ↑  Privacy: Scharf wie Chili in der Spieledatenbank BoardGameGeek (englisch)
5. ↑  Privacy Quickie in der Spieledatenbank BoardGameGeek (englisch)
6. ↑  Privacy Numb3rs in der Spieledatenbank Luding
7. ↑  Privacy Duo in der Spieledatenbank Luding